# Cássia-javanesa
A cássia-javanesa (Cassia javanica L.) é uma árvore da família das fabáceas, sub-família Caesalpinioideae.
É uma árvore de crescimento rápido, que atinge um porte de 10 metros de altura, para 8 metros de diâmetro da copa arredondada. As folhas são pequenas e semi-caducas. A floração decorre entre dezembro e fevereiro e origina flores de cor rosa. A frutificação é do tipo vagem e decorre de setembro a novembro. É uma planta com origem na Malásia, cujo transplantio é difícil.
Sinonímia botânica: Cassia javanica var. indochinensis